# Мурфилд (Арканзас)
Мурфилд (енгл. Moorefield) град је у америчкој савезној држави Арканзас.

## Демографија
По попису из 2010. године број становника је 137, што је 23 (-14,4%) становника мање него 2000. године.
| Група             | 2000.       | 2010.       |
| Белци             | 155 (96,9%) | 135 (98,5%) |
| Афроамериканци    | 0 (0,0%)    | 1 (0,7%)    |
| Азијати           | 0 (0,0%)    | 0 (0,0%)    |
| Хиспаноамериканци | 0 (0,0%)    | 1 (0,7%)    |
| Укупно            | 160         | 137         |